# Nurbek Egen

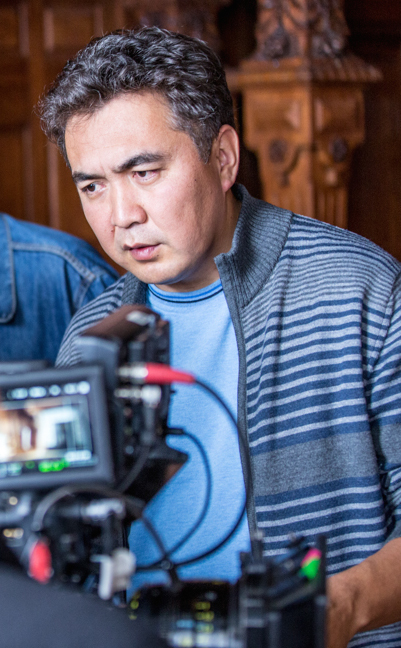
Nurbek Egen

Nurbek Egen (russisch Нурбек Эген; * 3. Dezember 1975 in der Region Osch, Kirgisistan) ist ein russisch-kirgisischer Filmregisseur.

## Leben
Nach dem Schulabschluss an einem Gymnasium mit mathematischem Schwerpunkt in seiner Heimat studierte Egen für zwei Jahre Schauspiel an der Kunsthochschule in Bischkek. 1994 begann er ein Studium der Regie an der staatlichen Filmhochschule in Moskau WGIK (russisch ВГИК), das er im Jahr 2000 erfolgreich abschloss. In den Jahren 2009 und 2010 studierte Egen an der New York Film Academy in Los Angeles Regie.
Während seines Studiums an der Filmhochschule in Moskau drehte Egen seine ersten Kurzfilme „Ein Tag älter“ („На день старше“, 1998) und „Geschlossener Kosmos“ („Закрытый космос“, 1999). Sein nächster Kurzfilm „Sanzhyra“ („Санжира“, 2000) nahm an circa 50 internationalen Filmfestivals teil und wurde mit dem Preis für den besten ausländischen Kurzfilm (Best Short Foreign Film) bei den Young Artist Awards in Los Angeles ausgezeichnet.
Egens Kinofilm „Kirgisische Mitgift“ („Сундук предков“, 2005) über die Heimatreise des jungen Kirgisen Aidar und seiner französischen Freundin Isabel in das Dorf von Aidars Familie gewann mehrere nationale und internationale Preise. Unter anderem bei den Young Artist Awards in Los Angeles 2006 den Outstanding International Drama Preis, bei dem Festival des Osteuropäischen Films in Cottbus den Publikumspreis. „Kirgisische Mitgift“ wurde von der Filmbewertungsstelle Wiesbaden mit dem Prädikat „Wertvoll“ ausgezeichnet.
Der Film „Ein Kämpfer kennt keinen Schmerz“ („Борцу не больно“, 2010) bekam mehrere Preise und Auszeichnungen bei den nationalen Kinderfilmfestivals und den Preis für die beste Regie auf dem 10. Krasnogorsker Sportfilmfestival.
In seinem künstlerischen Schaffen nähert Egen sich oft der kirgisischen Kultur und den Traditionen seines Heimatlandes an. Im Dokumentarfilm „Manas Entstehung als Vorahnung“ („Рождение Манаса как предчувствие“) zeigt Egen das moderne, soziale und politische Leben in Kirgisien sowie die Geschichte und die Kultur des Landes.
Egens soziales Drama „Das leere Heim“ („The Empty Home“ „Пустой дом“, 2012) spricht die Migration an. Symbiose der Kulturen, aber auch deren gegenseitiges Abstoßen und Ausbeuten sind die wichtigsten Themen dieses Films. Bei den internationalen Festivals in Osaka und in Sofia wurde der Film für den Grand Prix nominiert.
Derzeit ist Nurbek Egen an mehreren Kino- und Filmproduktionen als Regisseur beteiligt. Er ist verheiratet, hat zwei Kinder und wohnt mit seiner Familie in Sankt Petersburg.

## Festivalteilnahmen und Auszeichnungen (Auswahl)
- 1998: International Film Festival „Cameraimage“, Polen – „The bronze Tadpole“ („На день старше“ „A Short Film About a Boy“)
- 1998: International Film Festival „Saint Anna“  («На день старше»)
- 1998: VGIK Film Festival – Special Kodak Award («На день старше»)
- 1998: International Film Festival „Message to Man“, Sankt-Petersburg
- 1998: International Film Festival Tous Ecrans, Genf
- 2001: Oscar-Nominierung für den Preis „Best Student Film“ („Sanzhyra“)
- 2001: Festival Tous Courts – Prix Ciné Cinécourts, Aix-en-Provence („Sanzhyra“)
- 2001: Festival International du Film d‘Amiens („Sanzhyra“)
- 2001: Berlinale, Kinderfilmfest („Sanzhyra“)
- 2001: Karlovy Vary International Film Festival („Sanzhyra“)
- 2001: Capalbio Cinema International – Special Jury Prize („Sanzhyra“)
- 2002: Young Artist Awards, Los-Angeles – Best Foreign Short Film („Sanzhyra“)
- 2002: Festival International de Films de Fribourg („Sanzhyra“)
- 2002: Edinburgh International Film Festival („Sanzhyra“)
- 2002: Montreal World Film Festival („Sanzhyra“)
- 2002: International Film Festival «FICMA», Barcelona – Best Short Film („Sanzhyra“)
- 2002: International Film Festival, Biarritz, Second Prize („Sanzhyra“)
- 2005: Oscar-Nominierung in der Kategorie Best Foreign Film („Kirgisische Mitgift“)
- 2006: Young Artist Awards, Los Angeles – Outstanding International Drama („Kirgisische Mitgift“)
- 2006: Festival des Osteuropäischen Films in Cottbus – Piblikums Preis, Grand Prix Nominierung („Kirgisische Mitgift“)
- 2006: Karlovy Vary International Film Festival („Kirgisische Mitgift“)
- 2006: Filmfestival „Kinoshok“, Anapa – Special Jury Prize, Best Producer Debut („Kirgisische Mitgift“)
- 2006: International Film Festival «Золотой Минбар» Kazan – President‘s of Tatarstan Special Prize „For Humanism in Arts“ („Kirgisische Mitgift“)
- 2006: Film- und Theaterfestival in Blagovetschensk «Амурская Осень» - Preis für das beste Drehbuch („Kirgisische Mitgift“)
- 2006: International Film Festival „Eurasia“,  Alma-Ata, Kasachstan – Special Juri Prize („Kirgisische Mitgift“)
- 2006: Filmfestival «Новое кино» – Preis für die beste Regie („Kirgisische Mitgift“)
- 2006: International Film Festival «Листопад», Minsk - Special Prize („Kirgisische Mitgift“)
- 2006: International Film Festival, Sevastopol – Zuschauerpreis („Kirgisische Mitgift“)
- 2007: Filmbewertungsstelle Wiesbaden – Prädikat „Vertwoll“ („Kirgisische Mitgift“)
- 2011: National Festival of Visual Arts – Spezialpreis der Kinderjury, „Beste Hauptdarsteller“ („Kämpfer kennt keinen Schmerz“)
- 2011: Nationaler Filmfestival «Московская премьера», Moskau – Zuschauerpreis („Kämpfer kennt keinen Schmerz“)
- 2012: Sportfilmfestival, Krasnogorsk – Beste Regie („Ein Kämpfer kennt keinen Schmerz“)
- 2012: Kinderfilmfestival «Детский киномай» - Bester Kinderdarsteller („Ein Kämpfer kennt keinen Schmerz“)
- 2012: Filmfestival «Улыбнись, Россия!» – Best Patriotic Comedy („Kalachi“)
- 2012: International Film Festival „Звезды Шакена“ Alma-Ata - Best Film („The empty Home“)
- 2013: Asian Film Festival, Osaka – Grand Prix Nominierung („The Empty Home“)
- 2013: International Film Festival, Sofia - Grand Prix Nominierung („The Empty Home“)

## Filmographie (Auswahl)

### Regisseur
- 1997: На день старше
- 1999: Закрытый космос
- 2001: Санжыра (Sanzhyra)
- 2002: Виллисы
- 2003: Тайный знак
- 2005: Сундук предков (Kirgisische Mitgift)
- 2008: Сеть
- 2010: Рождение Манаса как предчувствие
- 2010: Борцу не больно
- 2011: Калачи
- 2012: Пустой дом (The Empty Home)
- 2012: Шахта
- 2016: Versus
- 2017: Die Zwei gegen den Tod
- 2019: Alibi (2021 wurde mit „Goldener Adler“ Preis als „Beste Fernsehserie“ ausgezeichnet)
- 2019: Sherlock in Russland
- 2021: Kämpfer (erweiterte Version von „Versus“ wurde in Kasachstan und Russland veröffentlicht)
- 2021: Gottesanbeterin
- 2022: Silver spoon 4
- 2022: Der Hafen
- 2022: Der Verhandler
- 2023: Fandorin. Azazel
- 2023: Kontakt 2
- 2023: Kalimba
- 2024: Das Atom

### Drehbuchautor
- 1997: На день старше
- 1999: Закрытый космос
- 2001: Санжыра (Sanzhyra)
- 2005: Сундук предков (Kirgisische Mitgift)